# 936
936 (CMXXXVI) var ett skottår som började en fredag i den julianska kalendern.

## Händelser

### Januari
- 3 januari – Sedan Johannes XI har avlidit i december året innan väljs Leo VII till påve.

### Juli
- 2 juli – Henrik Fågelfängaren, kung av Östfrankiska riket avlider och efterträds av sin son Otto I,  Otto den store, som 862 blir den förste Tysk-romerske kejsaren.

### September
- 17 september – Ärkebiskop Unni dör när han i Birka åter försöker predika kristendomen. Detta är det äldsta kända datumet i Sveriges historia.

## Födda
- Abu al-Qasim al-Zahrawi, arabisk läkare.

## Avlidna
- 15 januari – Rudolf av Burgund, kung av Västfrankiska riket sedan 923
- 2 juli – Henrik I av Sachsen, Henrik Fågelfängaren, kung av Östfrankiska riket sedan 919,
- 17 september – Unni, ärkebiskop av stiftet Hamburg-Bremen sedan 916
- Dandi Mahadevi, indisk drottning